# Osburh
Osburh  of Osburga was de eerste echtgenote van koning Æthelwulf van Wessex en moeder van Alfred de Grote. Alfreds biograaf, Asser, omschreef haar als "een zeer religieuze vrouw, nobel door karakter en nobel door geboorte".

## Leven
Haar bestaan is enkel bekend uit Assers Vita Alfredi. Ze wordt niet als getuige genoemd in oorkondes, noch wordt haar dood vermeld in de Angelsaksische kroniek. Voor zover geweten is, was zij de moeder van al Æthelwulfs kinderen, zijn vijf zonen Æthelstan, Æthelbald, Æthelberht, Æthelred en Alfred de Grote, en zijn dochter Æthelswith, echtgenote van koning Burgred van Mercia.
Asser vertelt over haar dat ze een boek met Saksische liederen had dat ze aan Alfred en zijn broers toonde, waarna ze zei dat ze het boek zou geven aan degene die het als eerst kon memoriseren, een uitdaging die Alfred op zich nam en won. Deze anekdote toont de interesse van hooggeborene vrouwen uit de 9e eeuw in boeken en hun rol in de opvoeding van hun kinderen aan.
Osburh was de dochter van Oslac (die ook alleen maar bij Asser wordt vermeld), koning Æthelwulfs pincerna (schenker), een belangrijk figuur aan het koninklijk hof. Oslac wordt omschreven als een afstammeling van koning Cerdics Jutse neven, Stuf en Wihtgar, die het Isle of Wight hadden veroverd en wordt hierdoor ook een Gautisch/Gotische afkomst toegeschreven.

## Kinderen
| Naam       | Geboortedatum | Sterftedatum   | Noten                                               |
| ---------- | ------------- | -------------- | --------------------------------------------------- |
| Æthelstan  |               | 851–855        |                                                     |
| Æthelswith |               | 888            | Getrouwd met Burgred van Mercia; geen nakomelingen. |
| Æthelbald  |               | 860            | Getrouwd met Judith; nietigverklaring               |
| Æthelbert  |               | 865            |                                                     |
| Æthelred   |               | 871            | Had nakomelingen.                                   |
| Alfred     | 849           | 26 oktober 899 | Getrouwd in 868 met Ealhswith; had nakomelingen.    |